# Wild de Windsor
Le Wild de Windsor est une ancienne équipe de hockey sur glace de la Ligue nord-américaine de hockey de Windsor au Québec, Canada.

## Historique
À l’été 2011, à la suite de l'annonce du retour d’une franchise de la Ligue de hockey junior majeur du Québec prévue pour l’automne 2012 au Palais des Sports Léopold-Drolet de Sherbrooke, la ville de Sherbrooke offre aux propriétaires du Saint-François de Sherbrooke, Raymond Lemay et Yves Desharnais une compensation de 100 000$, afin de racheter la dernière année du bail liant la ville de Sherbrooke au Saint-François. La ville veut ainsi libérer le Palais des Sports Léopold-Drolet afin de réaliser des travaux plus facilement.
Les propriétaires du Saint-François acceptent cette offre et ils décident de vendre leur équipe à trois actionnaires. Le commentateur sportif Gilles Péloquin, le gardien de but Jean-François Labbé et l’homme d’affaires Jean-Guy Boisvert se portent donc propriétaires de l’équipe et ils décident de déménager l’équipe à quelque vingt minutes de Sherbrooke, soit au Centre J.A. Lemay de Windsor.
C’est donc un retour du hockey senior à Windsor, puisque la ville a accueilli les ancêtres du Saint-François de Sherbrooke dans la Ligue de hockey semi-professionnelle du Québec, les Papetiers de Windsor entre 1996 et 2001 et le Lacroix de Windsor entre 2001 et 2003.
Après avoir porté temporairement le nom du HC de Windsor, la direction de l'équipe annonce, en conférence de presse, le 19 août 2011, que l'équipe portera les couleurs du Wild du Minnesota et que l'équipe portera le nom anglophone du Wild de Windsor. Ces couleurs sont également celles du commanditaire majeur, le restaurant Bonheur d'Italie.
Au printemps 2012, après une seule saison et après avoir perdu une importante somme d’argent avec leur équipe, les propriétaires du Wild de Windsor décident de vendre leur équipe à un groupe de Cornwall en Ontario. L'équipe porte maintenant le nom des Riverkings de Cornwall

## Saison dans la LNAH
| Saison    | PJ | V  | D  | DP | DF | Pts | Classement | Séries éliminatoires |
| --------- | -- | -- | -- | -- | -- | --- | ---------- | -------------------- |
| 2011-2012 | 48 | 25 | 20 | 1  | 2  | 53  | 4e place   | Défaite en finale    |